# پارک شی-یون
این یک نام کره‌ای است؛ نام خانوادگی پارک است.
پارک شی یون (کره‌ای: 박시연؛ زادهٔ پارک می سون در ۲۹ مارس ۱۹۷۹) بازیگر اهل کره جنوبی است. او در سال ۲۰۰۰ به مراسم میس کوریا ملحق شد و از آن به عنوان سکوی پرش برای حرفهٔ بازیگری استفاده کرد و در سال ۲۰۰۴ حرفهٔ بازیگری خود را در چین و با ایفای نقش‌های کوچک در چندین درام شبکهٔ سی‌سی‌تی‌وی آغاز کرد. پارک در سال ۲۰۰۵، اولین بازیگری خود در کره جنوبی را در مجموعهٔ تلویزیونی دختر من انجام داد که در آن زمان به خاطر قرار گذاشتن با بازیگر و خواننده، اریک مون شناخته می‌شد. پارک شی یون که در سال‌های بعد، حرفهٔ بازیگری خود را گسترش داد، بر انتقادها به خاطر مهارت‌های بازیگری اش غلبه کرد و به خاطر نقش‌هایش به عنوان بازیگر نقش اول زن در مجموعه‌های تلویزیونی مانند زندگی تلخ و شیرین، قهوه‌خانه و مرد بی‌گناه و همچنین فیلم‌های خانوادهٔ روباه، یک عشق و رایحه مورد تحسین قرار گرفت.

## اوایل زندگی
پارک می سون زادهٔ بوسان، کره جنوبی است. پارک در کودکی استعداد خوانندگی خود را نشان داد و او در این باره می‌گوید: «وقتی جوان بودم، آنقدر خجالتی بودم که وقتی به من می‌گفتند در سال نو جلوی پدرم بخوانم، گریه می‌کردم. مادرم مرا به یک آکادمی آواز فرستاد به امید اینکه بر خجالتم غلبه کنم، اما موضوع عجیب این بود که نمی‌توانستم جلوی مادرم بخوانم اما روی صحنه اصلاً عصبی نبودم.» در سال ۱۹۹۰، پارک شی یون که دانش آموز کلاس پنجم بود، برندهٔ جایزهٔ برتر در یک مسابقهٔ موسیقی کودکان در کی‌بی‌اس شد.
در سال ۱۹۹۸، پارک شی یون در کالجی در ایالات متحده آمریکا حضور پیدا کرد، و در رشتهٔ ژورنالیسم در دانشگاه دانشگاه لانگ آیلند تحصیل کرد. در سال ۲۰۰۰، او از دانشگاه مرخصی گرفت و وارد مراسم منطقه‌ای زیبایی میس سئول شد و در نهایت در جایگاه سوم قرار گرفت و پس از آن در مراسم میس کوریا شرکت کرد.

## فیلم‌شناسی

### فیلم
| سال  | عنوان          | نقش           |
| ---- | -------------- | ------------- |
| ۲۰۰۶ | خانوادهٔ روباه  | دختر روباه #۱ |
| ۲۰۰۷ | عشق زیگزاگی    | را یونگ       |
| ۲۰۰۷ | یک عشق         | می جو         |
| ۲۰۰۷ | داچیماوا لی    | ما ری         |
| ۲۰۰۷ | پسر دریایی     | چوی یو ری     |
| ۲۰۱۲ | رایحه          | کیم سو جین    |
| ۲۰۱۵ | آخرین شوالیه‌ها | هانا          |

### مجموعه تلویزیونی
| سال  | عنوان                    | نقش                               | توضیحات                   |
| ---- | ------------------------ | --------------------------------- | ------------------------- |
| ۲۰۰۴ | 凤求凰 فنگ چیو هوانگ     | ژو ونجون                          | درام چینی                 |
| ۲۰۰۵ | 汗血宝马 هان شیه بائو ما | گویی شو                           | درام چینی                 |
| ۲۰۰۵ | 宝莲灯 فانوس نیلوفر آبی  | سان شنگ مو                        | درام چینی                 |
| ۲۰۰۵ | دختر من                  | کیم سه هیون                       |                           |
| ۲۰۰۶ | لطفاً برگرد، سون ئه       | مهمان‌دار هواپیما در آخرین هواپیما |                           |
| ۲۰۰۶ | یون گه‌سومون              | چون گوان نیو                      |                           |
| ۲۰۰۶ | کفتار                    | سو می                             |                           |
| ۲۰۰۷ | وقتی بهار می‌آید          | اوه یونگ جو                       |                           |
| ۲۰۰۸ | آن ایر                   | خودش                              | حضور افتخاری، قسمت ۳      |
| ۲۰۰۸ | زندگی تلخ شیرین          | هونگ دا ئه                        |                           |
| ۲۰۰۹ | تیرکمان                  | سو کیونگ آه                       |                           |
| ۲۰۱۰ | دراما سیتی «آبنبات قرمز» | یو هی                             |                           |
| ۲۰۱۰ | کافه                     | سو اون یونگ                       |                           |
| ۲۰۱۱ | بزرگترین عشق             | کیم هی جین                        | حضور افتخاری، قسمت‌های ۳–۴ |
| ۲۰۱۲ | مرد بی‌گناه               | هان جه هی                         |                           |
| ۲۰۱۴ | عروسی بزرگ               | چا گی یونگ                        |                           |
| ۲۰۱۶ | خارق‌العاده               | بک سول                            |                           |
| ۲۰۱۸ | اول باید ببوسیم؟         | بک جی مین                         |                           |
| ۲۰۲۰ | وقتی عشق من شکوفا می‌شود  | جانگ سو کیونگ                     |                           |
| ۲۰۲۰ | مرکز مراقبت پس از تولد   | هان هیو رین                       | حضور افتخاری، قسمت ۴      |

### ورایتی شو
| سال  | عنوان                      | توضیحات           |
| ---- | -------------------------- | ----------------- |
| ۲۰۰۹ | فمیلی اوتینگ               | عضو گروه بازیگران |
| ۲۰۱۷ | دختران مهمان خانه          | عضو گروه بازیگران |
| ۲۰۱۸ | مامان بیگانه، بابای بیگانه | میزبان            |

### موزیک ویدئو
| سال  | نام آهنگ                                                                                             | آرتیست                                                                |
| ---- | --- | --------------------------------------------------------------------- |
| ۲۰۰۵ | «عادت» (Habit)                                                                                       | وو-سو                                                                 |
| ۲۰۰۶ | «دست نیافتنی» (Untouchable) [پارت 1]                                                                 | بیگ فور (اس‌جی وانابی، کیم جونگ کوک، ام تو ام)                         |
| ۲۰۰۶ | «بربادرفته» (Gone With the Wind) [پارت ۲]                                                            | بیگ فور (اس‌جی وانابی، کیم جونگ کوک، ام تو ام)                         |
| ۲۰۰۷ | «قلب من دیگر نمی‌تواند اینطوری ادامه دهد» (My Heart Cannot Go On Like This Any Longer; 가슴아 그만해) | ام‌سی د مکس                                                            |
| ۲۰۰۹ | «پس از عشق» (After Love; 사랑한 후에)                                                                | پارک هیو شین                                                          |
| ۲۰۱۱ | «مبهوت» (Amazed; 기가 차)                                                                            | کی.ویل با همکاری سایمون دی از گروه سوپریم تیم و هیولین از گروه سیستار |
| ۲۰۱۱ | «فصل بارانی» (Rainy Season; 장마)                                                                    | جونگ-این                                                              |
| ۲۰۱۱ | «دیگر بوی عطری روی تو نیست» (No More Perfume on You; 향수뿌리 지마)                                  | تین تاپ                                                               |

## جوایز و نامزدی‌ها
| سال  | مراسم جوایز                                  | دسته                                               | اثر نامزد شده    | نتیجه      |
| ---- | -------------------------------------------- | -------------------------------------------------- | ---------------- | ---------- |
| ۲۰۰۰ | مراسم میس سئول                               | —                                                  | —                | جایگاه سوم |
| ۲۰۰۶ | بیست و هفتمین جوایز فیلم اژدهای آبی          | بهترین بازیگر تازه‌کار زن                           | خانوادهٔ روباه    | نامزدشده   |
| ۲۰۰۶ | جوایز درامای اس‌بی‌اس                          | جایزه ستارهٔ تازه‌کار                                | دختر من          | برنده      |
| ۲۰۰۷ | چهل و سومین جوایز هنری بکسانگ                | بهترین بازیگر تازه‌کار زن (فیلم)                    | خانوادهٔ روباه    | برنده      |
| ۲۰۰۷ | چهل و سومین جوایز هنری بکسانگ                | بهترین بازیگر تازه‌کار زن (تلویزیون)                | وقتی بهار می‌آید  | نامزدشده   |
| ۲۰۰۷ | بیست و هشتمین جوایز فیلم اژدهای آبی          | بهترین بازیگر نقش مکمل زن                          | یک عشق           | نامزدشده   |
| ۲۰۰۷ | بیست و هفتمین جوایز انجمن منتقدان فیلم کره‌ای | بهترین بازیگر تازه‌کار زن                           | یک عشق           | برنده      |
| ۲۰۰۸ | پنجمین جوایز مکس مووی                        | بهترین بازیگر نقش مکمل زن                          | یک عشق           | نامزدشده   |
| ۲۰۰۸ | بیست و نهمین جوایز فیلم اژدهای آبی           | بهترین بازیگر نقش مکمل زن                          | داچیماوا لی      | نامزدشده   |
| ۲۰۰۹ | جوایز درامای کی‌بی‌اس                          | جایزه بازیگر برتر زن در یک درام با طول متوسط       | تیرکمان          | نامزدشده   |
| ۲۰۰۹ | جوایز درامای کی‌بی‌اس                          | جایزه نتیزن، بازیگر زن                             | تیرکمان          | نامزدشده   |
| ۲۰۰۹ | جوایز درامای کی‌بی‌اس                          | جایزه بهترین زوج همراه پارک یونگ ها                | تیرکمان          | نامزدشده   |
| ۲۰۱۰ | جوایز درامای اس‌بی‌اس                          | جایزه بازیگر برتر زن در یک درام برنامه‌ریزی ویژه    | کافه             | نامزدشده   |
| ۲۰۱۰ | جوایز درامای کی‌بی‌اس                          | بهترین بازیگر نقش اول زن در یک درام تک پرده / ویژه | آبنبات قرمز      | نامزدشده   |
| ۲۰۱۲ | جوایز درامای کی‌بی‌اس                          | جایزه بازیگر برتر زن در یک درام با طول متوسط       | مرد بی‌گناه       | نامزدشده   |
| ۲۰۱۲ | جوایز درامای کی‌بی‌اس                          | جایزه نتیزن، بازیگر زن                             | مرد بی‌گناه       | نامزدشده   |
| ۲۰۱۸ | جوایز درامای اس‌بی‌اس                          | جایزه بازیگر برتر زن در یک درام دوشنبه-سه‌شنبه‌ها    | اول باید ببوسیم؟ | نامزدشده   |